# 本館路
本館路（Benguan Rd.）為高雄市三民區到鳥松區的東西向重要道路，起端銜接金鼎路（三民鳥松區界），末端於澄清路口續接鳳山區青年路。

## 行經行政區域
（由西至東）
- 三民區
- 鳥松區

## 沿線設施
（由東至西）
- 財團法人天主教會高雄教區耶穌聖名堂(19號)
- 正德佛堂高雄總院(44-8號)
- 高雄市殯葬管理處(600巷20號)
  - 高雄市第一殯儀館火化場

## 公車資訊
- 高雄客運
  - 8008 高雄火車站－澄清湖－岡山
  - 8009 高雄火車站－澄清湖－旗山
  - 8021 鳳山－彌陀
  - 8041 林園－鳳山－澄清湖－岡山－茄萣
- 統聯客運（市區公車）
  - 53 建軍站－果菜市場－高雄火車站
- 南台灣客運
  - 紅28 九如幹線 捷運後驛站－工博館－建軍站（部分班次延駛至客家文物館）
  - 紅33 明誠幹線 中華藝校－捷運凹子底站－鳳山商工

## 內部連結
- 高雄市主要道路列表